# Förthaer Tunnel

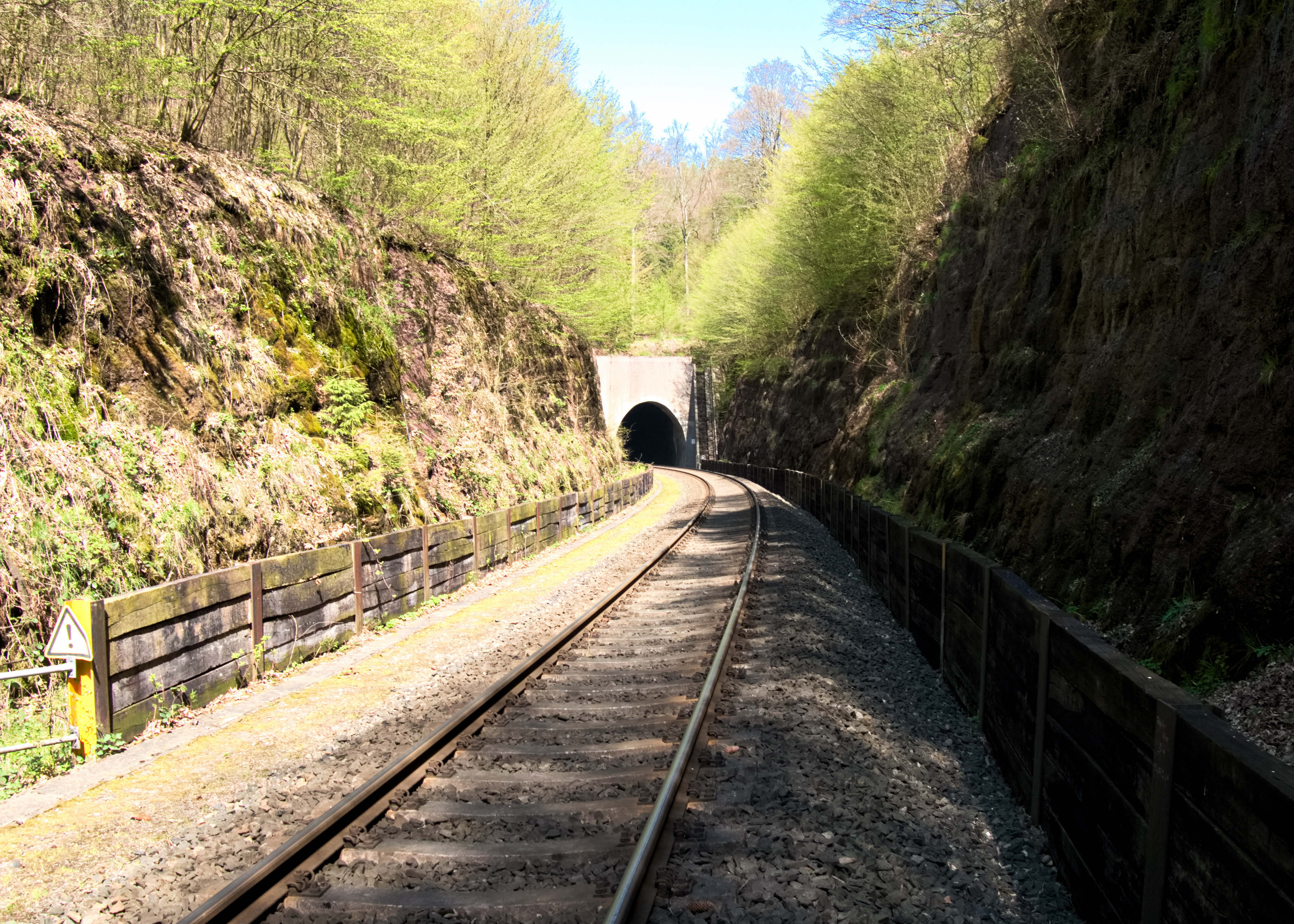
Südportal des Förthaer Tunnels

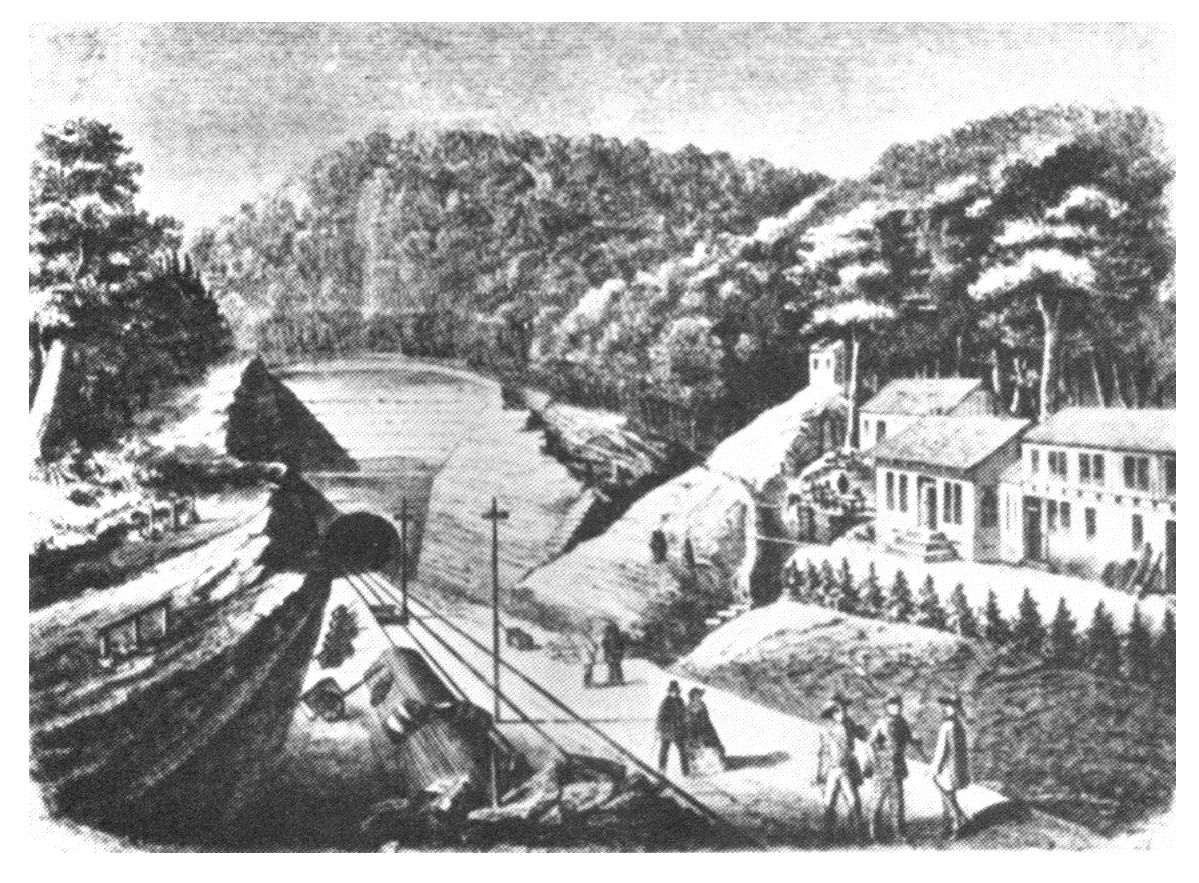
Südliches Portal und Signalstation (um 1860)

Der Förthaer Tunnel ist ein Eisenbahntunnel im Verlauf der Werrabahn (zwischen Streckenkilometer 6,14 und 6,73) im Wartburgkreis in Thüringen. Er ist 549 Meter lang und unterquert südlich von Eisenach den Rennsteig im Thüringer Wald. Beim Bau im Jahr 1858 hieß er zunächst Werrabahn-Tunnel, später bekam er entsprechend dem 1896 eingerichteten Haltepunkt Epichnellen-Wilhelmsthal den Namen Epichnellener Tunnel. Mit der neuen Bezeichnung Förtha für den Haltepunkt im Jahre 1946 wurde er der Förthaer Tunnel. Nach dem durchquerten Berg ist Clausbergtunnel ein weiterer inoffizieller Name.
Von 1962 bis 1992 wurde er auch von Interzonenzügen auf der Strecke Förtha–Gerstungen genutzt.

## Geschichte
Der Förthaer Tunnel ist einer der ältesten deutschen Eisenbahntunnel. Am 13. August 1858 eingeweiht, wird der Durchstich seit Eröffnung der Werrabahn am 2. November 1858 genutzt. Der Tunnel unterfährt die Westspitze des Thüringer Waldes. Die Überdeckung des Tunnels befindet sich in einem stark welligen Gelände, das mit Laubbäumen bewaldet ist. Die Strecke hat ab Eisenach eine durchschnittliche Steigung von 1:50, was 2 % entspricht. Diese ging früher durch den ganzen Tunnel hindurch. Im Jahre 1908 wurden die letzten 366 m auf eine flachere Neigung abgesenkt. Er beginnt im Norden mit einer langen Geraden und läuft im südlichen Ende in einem Radius von 550 m aus. Durch die geringere Steigung ist der Tunnel besser befahrbar. Diese nachträgliche Baumaßnahme war unkompliziert auszuführen, da der Förthaer Tunnel aufgrund des anstehenden Gebirges mit durchgehender Festigkeit (Porphyr, Granit, Gneis), keine Ausmauerung besitzt. Er war schon beim Bau zweigleisig angelegt.
Bei der Errichtung des Bauwerks wurden zwei Stollen (Förderschächte) senkrecht in die Tiefe getrieben, um in Höhe der Tunnelsohle nach beiden Richtungen den Tunnelmündungen entgegenzuarbeiten. Die Bauarbeiten liefen Tag und Nacht ohne Unterbrechung. Am 20. Dezember 1857 erfolgte der Tunneldurchbruch. Jubel und Freudenschüsse begleiteten dieses Ereignis. Für die Arbeiter war eine Prämie von 500 Talern ausgesetzt, die teilweise zur Unterstützung der einige Tage zuvor im Tunnel Verunglückten und deren Hinterbliebenen verwendet wurde. Trotz der Schwierigkeiten und Gefahren, die von diesem damals komplizierten Bau ausgingen, war das der einzige nennenswerte Unfall. Der Unfall soll durch die Unvorsichtigkeit eines Vorarbeiters beim Sprengen verursacht worden sein. Zwei in der nächsten Nähe beschäftigte Arbeiter wurden dabei tödlich und vier weitere schwer verletzt. Beachtlich war, dass die im Kostenanschlag vorgesehenen 180.000 Taler mit 140.000 Talern unterschritten wurden. Ein Großteil der Kosten kam auf den Pulverbedarf sowie auf die Anschaffung und Unterhaltung der Bohrwerkzeuge. Für den Tunnelbau waren zeitweise 400 bis 500 Arbeiter eingesetzt; sie verbrauchten durchschnittlich 5 Zentner Pulver pro Tag.
Auf Grund eines Unfalles am 15. Mai 1948 kam es zu einer umfassenden Tunnelrevision. Mehr als 10.000 m² Fläche wurde abgeklopft und lose Steine entfernt. Dabei gab es am 3. September 1948 einen Unfall, als bei Streckenkilometer 6,7 durch Sprengen gelockerter Fels herabstürzte, zwei Maurer tötete und zwei weitere Arbeiter verletzte. Der Bauunternehmer und der zuständige Leiter der Bauabteilung Eisenach wurden wegen fahrlässiger Tötung angeklagt und zu hohen Strafen verurteilt. In einer späteren Berufungsverhandlung hob man das Urteil auf Grund neuer Gutachten auf. Immer wieder wurde eine völlige Ausmauerung des Tunnels erwogen. Sie unterblieb jedoch wegen der geschätzten Kosten von 500.000 Mark.
Die zwei Gleise in der Tunnelröhre besaßen den vor 1945 üblichen Gleisabstand von 3,50 Meter. Beim Verkehren von Lademaßüberschreitungen (LÜ) behalf man sich, indem, auch aus der Gegenrichtung (sogenannte „Falschfahrt“), das Gleis Eisenach – Eisfeld (sogenannte A-Richtung) befuhr und das benachbarte Gleis gesperrt wurde. Da alle zweigleisigen Tunnel in Thüringen diesen Gleisabstand aufwiesen, wurden z. B. LÜ-Sendungen vom VEB Kranbau Schmalkalden über die einzige Strecke, die den Thüringer Wald ohne Tunnel überquerte, die steile Rennsteigbahn von Themar über Schleusingen, den Bahnhof Rennsteig und Ilmenau nach Erfurt gefahren. Ab 1992 wurden anfallende LÜ-Sendungen (z. B. Schmalspurdampfloks vom Ausbesserungswerk Meiningen) über Schweinfurt transportiert, was Kostenerhöhung und Fahrzeitverlängerung bedeutete.
Der Förthaer Tunnel wurde 1999 in einer mehrwöchigen Totalsperrung saniert. Dabei wurde das bereits stillgelegte zweite Gleis abgebaut und das Betriebsgleis in die Tunnelmitte verlegt. Damit ist der Transport von LÜ-Sendungen ohne Problem möglich. Die beiden Portale wurden bautechnisch saniert, wobei der Tunnel am südlichen Ende um 5 Meter verlängert wurde. Im Zuge dieser Sanierung wurde auch eine Zufahrt für Rettungsfahrzeuge bis zum Nordportal angelegt.